# Goodia nodulifera
Goodia nodulifera är en fjärilsart som beskrevs av Karsch 1893. Goodia nodulifera ingår i släktet Goodia och familjen påfågelsspinnare. Inga underarter finns listade i Catalogue of Life.